# Saint-Jean-de-la-Croix
 Saint-Jean-de-la-Croix  es una población y comuna francesa, en la región de Países del Loira, departamento de Maine y Loira, en el distrito de Angers y cantón de Les Ponts-de-Cé.

## Demografía
| 178 | 181 | 178 | 173 | 179 | 239 |
| Para los censos de 1962 a 1999 la población legal corresponde a la población sin duplicidades (Fuente: INSEE [Consultar]) |     |     |     |     |     |